# Gustav Janeček
Gustav Janeček (Konopiště, 1848. november 30. – Zágráb, 1929. szeptember 8.), cseh származású horvát kémikus, gyógyszerész, akadémikus, egyetemi tanár, a Zágrábi Egyetem rektora, a Jugoszláv Tudományos és Művészeti Akadémia elnöke.

## Élete
Prágában tanult gyógyszerészetet és kémiát, majd 1875-ben doktorált. 1897-ben habilitált a Bécsi Műszaki Főiskolán. Ugyanebben az évben a Zágrábi Egyetem Bölcsészkarára került, ahol docensként dolgozott. Négy évvel később a kémia professzora lett. A következő 45 évben a Kémiai Intézet vezetője, három cikluson át pedig az egyetem bölcsészkarának dékánja volt. 1908/09-ben az egyetem rektora, az 1909/10-es tanévben rektorhelyettes volt.
Horvátországban ő volt a modern kémiai tanulmányok megalapítója. Janeček volt az első Horvátországban, aki igazságügyi szakértőként végzett kémiai elemzéseket, ezért őt tartják a horvát kriminalisztika megalapítójának. 1918-ban megalapította az „Isis” (később „Medika”) drogériát, 1921-ben pedig a károlyvárosi „Kaštel” (ma PLIVA) vegyigyárat. 1921 és 1924 között a Jugoszláv Tudományos és Művészeti Akadémia (JAZU) elnöke volt.
1893-ban Gustav Janeček alapította meg a "Plitvicei-tavak Szépítő Egyesületét". Neki köszönhető, hogy rendezték az első utakat és megépültek a parkban az első üdülőhelyek.

## Emlékezete

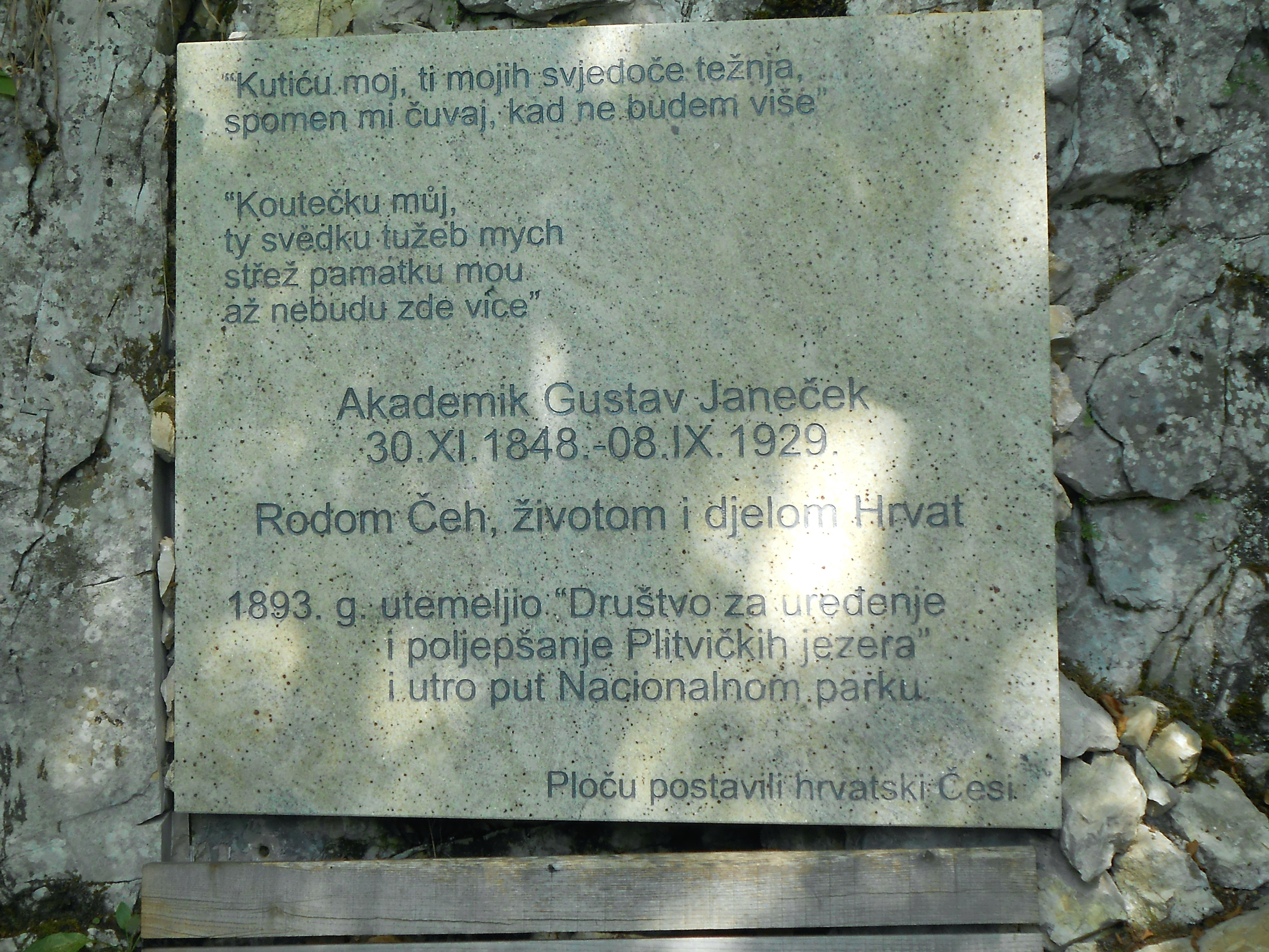
Emléktáblája a Plitvicei-tavaknál

- 2009-ben emléktáblát állítottak tiszteletére a Plitvicei-tavaknál.
- Születésének 150. évfordulója tiszteletére a Horvát Tudományos és Művészeti Akadémia 1998-ban emléktáblát állított Janeček tiszteletére Tomislav király téri lakóházán.
- Ivanja Reka egyik utcája 1993 óta az ő nevét viseli.

## Fordítás
Ez a szócikk részben vagy egészben  a   Gustav Janeček című horvát Wikipédia-szócikk ezen változatának fordításán alapul.  Az eredeti cikk szerkesztőit annak laptörténete sorolja fel. Ez a jelzés csupán a megfogalmazás eredetét és a szerzői jogokat jelzi, nem szolgál a cikkben szereplő információk forrásmegjelöléseként.